# قیف‌دیس کاو
قیف‌دیس کاو (نام علمی: Infundibulum concavum) نام یک گونه از تیره حلزون‌های نوک‌دار است.